# エンプティ・スカイ (エルトン・ジョンの肖像)
『エンプティ・スカイ (エルトン・ジョンの肖像)』（Empty Sky）は、1969年に発表されたエルトン・ジョンのデビュー・アルバム。

## 解説
エルトン・ジョンのファースト・アルバムである。当初、イギリスのみで発売されほとんど注目されなかった。エルトンがスターダムに上り詰めた1975年に、ようやくアメリカなどで発売され、好セールスを記録している。ちなみにアメリカでの発売の際は、ジャケットが現行（オリジナル）のエルトンを描いたイラストから、寂寞感あるスフィンクスのイラストに変更されていた。
当時、エルトンは在籍していたバンド、ブルーソロジーを離れ、作詞家バーニー・トーピンと出会い、作曲家活動を行っていた。ブルーソロジーの仲間であったギタリスト、カレブ・クェイがスタジオ・エンジニアとなったことから、試験的にレコーディングを行うようになる。前年にはソロ名義での初のレコード「I've Been Loving You」をリリースするなど、アーティストとしての活動も始めていた。
そのカレブ・クェイをはじめ、当時のバンド仲間とレコーディングしたものが本作である。当時のマネージャーであるスティーヴ・ブラウンがプロデューサー。荒削りな音作りながら、メロディの美しさや歌唱法など、後の片鱗が見て取れる。プログレッシブ・ロックの影響が色濃く、長尺な「うつろな空」に始まり、「ガリヴァーの追憶」では収録曲のリプライズが挿入されるなど、かなり実験的な試みも行っている。
ベスト盤に収録されることもある「スカイライン・ピジョン」はハープシコードの美しいバラード。
1996年のリマスター版CDからは、このアルバム以前のシングル収録曲が追加された。「イエス・イッツ・ミー」は日本でもヒットを記録したシングルである。

## 収録曲
全曲、作曲：エルトン・ジョン、作詞：バーニー・トーピン
サイド 1
1. うつろな空 - "Empty Sky"
2. ヴァル・ハラ - "Val-Hala"
3. ウェスタン・フォード・ゲイトウェイ - "Western Ford Gateway"
4. 2000年の賛美歌 - "Hymn 2000"

サイド 2
1. 恋人よ明日って何 - "Lady What's Tomorrow"
2. 帆船 - "Sails"
3. 絞首台 - "The Scaffold"
4. スカイライン・ピジョン（旧題：地平線の小鳩） - "Skyline Pigeon"
5. ガリヴァーの追想 - "Gulliver/Hay-Chewed/Reprise"

### ボーナストラック (1995年 マーキュリー再発 & 1996年 ロケット再発)
1. レディ・サマンサ - "Lady Samantha"
2. オール・アクロス・ザ・ヘヴン - "All Across the Havens"
3. イエス・イッツ・ミー - "It's Me That You Need"
4. ストレンジ・レイン - "Just Like Strange Rain"

## アルバム参加ミュージシャン
- エルトン・ジョン - ピアノ、オルガン、エレクトリックピアノ、ハープシコード
- カレブ・クェイ (Caleb Quaye) - エレクトリックギター、アコースティック・ギター、コンガ

デビュー以前からのバンド仲間。後に一時エルトン・ジョン・バンドを務める。
- トニー・マレイ (Tony Murray) - ベース
- ロジャー・ポープ (Roger Pope) - ドラム、パーカッション

カレブと同じバンドに在籍。後に一時エルトン・ジョン・バンドを務める。
- ドン・フェイ (Don Fay) - テナー・サクソフォーン、フルート
- グラハム・ヴィッケリィ (Graham Vickery) - ハーモニカ
- ナイジェル・オルソン (Nigel Ollson) - ドラム（「恋人よ、明日って何」のみ）

後の大ヒット期のバンドメンバー。

## 製作
- スティーヴ・ブラウン (Steve Brown) - プロデューサー
当時のマネージャー。
- フランク・オーウェン (Frank Owen) - エンジニア
- クライヴ・フランクス (Clive Franks) - テープ・オペレーター、ホイッスリング
後にエルトンと共同プロデュースを手がける。
- デイヴ・ラーカム (Dave Larkham) - スリーヴ・デザイン、イラスト
- ジム・ガフ (Jim Goff) - スリーヴ・プロダクション、ランチ